# Halloysit
Halloysit (ehemals Halloysit-7Å) ist ein Mineral aus der Mineralklasse der „Silikate und Germanate“ mit der chemischen Zusammensetzung Al4[(OH)8|Si4O10] und damit chemisch gesehen ein Aluminium-Silikat mit zusätzlichen Hydroxidionen. Strukturell gehört Halloysit zu den Schichtsilikaten (Phyllosilikaten).
Halloysit kristallisiert im monoklinen Kristallsystem und entwickelt ausschließlich knollige oder erdige Aggregate in weißer, grauer, gelblicher, rötlicher, grünlicher, bläulicher oder bräunlicher Farbe.

## Etymologie und Geschichte

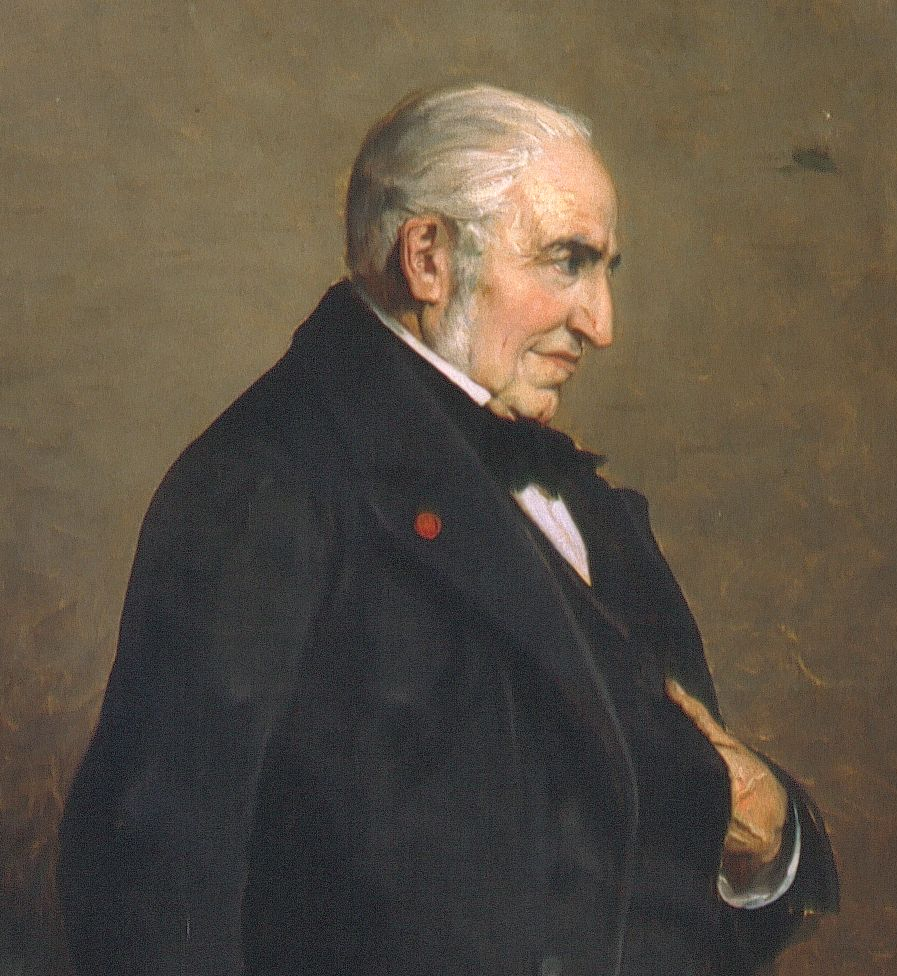
d’Omalius d’Halloy etwa 1850

Entdeckt wurde Halloysit zuerst in einem Steinbruch bei Angleur (heute Stadtteil von Lüttich) in der belgischen Provinz Wallonien. Die Erstbeschreibung erfolgte 1826 durch Pierre Berthier, der das Mineral nach dem belgischen Geologen Jean Baptiste Julien d’Omalius d’Halloy (1783–1875) benannte.
In einer 1943 publizierten Studie über die Verwandtschaft der Tonminerale Halloysit und dem später als Hydrohalloysit (Al2Si2O5(OH)4·2H2O) bekannten Endellit wurde unter anderem festgestellt, dass Halloysit durch eine partielle Dehydratisierung von Endellit entsteht. Die Röntgenpulverbeugungsdaten ergaben für Endellit eine intensive Reflexion mit einem Abstand von 10,1 Å und für Halloysit von 7,2 Å. Nach Beschluss des Nomenklatur-Komitees der International Mineralogical Association (IMA/CNMNC) von 1980 wurde die wasserlose Verbindung von Halloysit in Halloysit-7Å und die wasserhaltige Verbindung in Halloysit-10Å umbenannt.
2022 wurde die Nomenklatur für Polymorphe und Polysome neu definiert und die Namen der betroffenen Minerale entsprechend geändert. Das bis dahin als Halloysit-7Å bekannte Mineral erhielt dabei wieder seinen ursprünglichen Namen Halloysit und Halloysit-10Å wurde in Hydrohalloystit umbenannt. Halloysit  wird seitdem in der „Liste der Minerale und Mineralnamen“ der IMA unter der Summenanerkennung „IMA 2022 s.p.“ (special procedure) geführt.

## Klassifikation
In der letztmalig 1977 überarbeiteten 8. Auflage der Mineralsystematik nach Strunz gehörte der Halloysit zur Mineralklasse der „Silikate“ und dort zur Abteilung „Schichtsilikate (Phyllosilikate)“, wo er zusammen mit Chrysokoll und Hydrohalloysit (ehemals Halloysit-10Å) sowie dem inzwischen als fraglich geltenden Ablykit die „Halloysit-Reihe (dioktaedrisch)“ mit der Systemnummer VIII/E.11a bildete.
In der zuletzt 2018 überarbeiteten Lapis-Systematik nach Stefan Weiß, die formal auf der alten Systematik von Karl Hugo Strunz in der 8. Auflage basiert, erhielt das Mineral die System- und Mineralnummer VIII/H.25-040. Dies entspricht ebenfalls der Abteilung „Schichtsilikate“, wo Halloysit zusammen mit Dickit, Kaolinit und Nakrit die „Kaolinitgruppe“ mit der Systemnummer VIII/H.25 bildet.
Die von der IMA zuletzt 2009 aktualisierte 9. Auflage der Strunz’schen Mineralsystematik ordnet den Halloysit in die erweiterte Klasse der „Silikate und Germanate“, dort aber ebenfalls in die Abteilung der „Schichtsilikate“ ein. Diese ist allerdings weiter unterteilt nach der Struktur der Silikatschichten, so dass das Mineral entsprechend seiner Zusammensetzung in der Unterabteilung „Schichtsilikate (Phyllosilikate) mit Kaolinitschichten, zusammengesetzt aus tetraedrischen und oktaedrischen Netzen“ zu finden ist, wo es zusammen mit Hydrohalloysit und Hisingerit die „Halloysitgruppe“ mit der Systemnummer 9.ED.10 bildet.
In der vorwiegend im englischen Sprachraum gebräuchlichen Systematik der Minerale nach Dana hat Halloysit die System- und Mineralnummer 71.01.01.04. Auch dies entspricht der Klasse der „Silikate“ und dort der Abteilung „Schichtsilikatminerale“, wo das Mineral zusammen mit Dickit, Endellit, Kaolinit, Nakrit und Odinit in der „Kaolinitgruppe“ mit der Systemnummer 71.01.01 innerhalb der Unterabteilung „Schichtsilikate: Schichten von sechsgliedrigen Ringen mit 1:1-Lagen“ zu finden ist.

## Kristallstruktur
Halloysit kristallisiert monoklin in der Raumgruppe Cc (Raumgruppen-Nr. 9) mit den Gitterparametern a = 5,14 Å; b = 8,90 Å; c = 14,9 Å und β = 101,9° sowie 2 Formeleinheiten pro Elementarzelle.

## Eigenschaften
Halloysit zeigt einige Parallelen mit dem Kaolinit auf. Eine Unterscheidung gelingt jedoch durch eine Behandlung der Probe mit Glycerin oder Harnstoff. Dabei wird das Kristallgitter aufgeweitet, sodass eine Unterscheidung zwischen dem erzeugten Hydrohalloysit (ehemals Halloysit-10Å) und Kaolinit mittels der Röntgenbeugung eindeutig ist.

## Bildung und Fundorte
Halloysit bildet sich entweder durch Verwitterung vulkanischer Gläser oder durch hydrothermale Vorgänge. Als Bestandteil vieler Tone und Böden wird Halloysit auch zu den Tonmineralen gerechnet.
Als seltene Mineralbildung konnte Halloysit bisher (Stand: 2012) nur an wenigen Fundorten nachgewiesen werden, wobei rund 20 Fundorte als bekannt gelten. Seine Typlokalität Angleur ist der bisher einzige bekannte Fundort in Belgien.
In Deutschland trat das Mineral bisher bei Thelenberg und In den Dellen nahe Mendig in der Eifel sowie in der Grube Käusersteimel bei Kausen im Siegerland auf.
Weitere Fundorte liegen unter anderem in China, Indonesien, Neuseeland, Peru, Russland und den Vereinigten Staaten von Amerika.